# 扇興杯女流囲碁最強戦
扇興杯女流囲碁最強戦（せんこうはいじょりゅういごさいきょうせん）は、日本の囲碁の女流棋戦。総合物流企業センコー（旧社名・扇興運輸）の創業100周年記念事業の一環として2015年に創設。日本棋院と関西棋院の女流棋士が出場する。優勝賞金は女流名人戦に次ぐ800万円。
他の主な女流棋戦とは異なり、挑戦手合制ではなく、前回優勝者も含めたトーナメント方式で争われる。準決勝以降は滋賀県東近江市で打たれる。
優勝者は「扇興杯」のタイトル称号を得るが、NHKの囲碁番組（NHK杯など）では、スポンサーの宣伝になることから「女流最強」と言い換えている。

## 方式
- 前回優勝者、準優勝者、女流タイトル保持者、日本棋院（東京本院、関西総本部、中部総本部）と関西棋院の予選勝ち抜き者の計16名によるトーナメント戦。
- コミは6目半。

## 決勝戦
| 回     | 対局日        | 優勝       | 準優勝     |  | BEST4敗者            |
| ------ | ------------- | ---------- | ---------- |  | -------------------- |
| 第1回  | 2016年7月17日 | 謝依旻     | 向井千瑛   |  | 藤沢里菜・青木喜久代 |
| 第2回  | 2017年7月16日 | 藤沢里菜   | 謝依旻     |  | 牛栄子・向井千瑛     |
| 第3回  | 2018年7月15日 | 万波奈穂   | 牛栄子     |  | 上野愛咲美・佃亜紀子 |
| 第4回  | 2019年7月14日 | 藤沢里菜   | 謝依旻     |  | 上野愛咲美・向井千瑛 |
| 第5回  | 2020年9月13日 | 上野愛咲美 | 謝依旻     |  | 藤沢里菜・桑原陽子   |
| 第6回  | 2021年9月12日 | 藤沢里菜   | 上野愛咲美 |  | 謝依旻・鈴木歩       |
| 第7回  | 2022年7月17日 | 牛栄子     | 仲邑菫     |  | 上野愛咲美・藤沢里菜 |
| 第8回  | 2023年7月23日 | 牛栄子     | 上野愛咲美 |  | 鈴木歩・謝依旻       |
| 第9回  | 2024年7月14日 | 藤沢里菜   | 上野愛咲美 |  | 上野梨紗・王景怡     |
| 第10回 | 2025年7月13日 | 上野梨紗   | 藤沢里菜   |  | 加藤千笑・上野愛咲美 |

- 第2回よりBEST4に残った4名は、翌年春開催の国際棋戦･SENKO CUPワールド碁女流最強戦の出場資格を得る。

## 棋戦概略
※タイトル・段位は当時のもの

### 第1回
- 本戦16名：謝依旻女流本因坊、王景怡女流会津杯、青木喜久代八段、芦田磯子六段、加藤啓子六段、佃亜紀子五段、知念かおり五段、向井千瑛五段、大澤奈留美四段、井澤秋乃四段、巻幡多栄子四段、甲田明子三段、奥田あや三段、藤沢里菜三段、西山静佳初段、牛栄子初段
- 2015年9月から予選が開始され、予選を勝ち抜いた日本棋院11名と関西棋院2名、タイトル保持者謝依旻、藤沢里菜、王景怡の3名による本戦トーナメントが2016年3月から開始。準決勝と決勝は滋賀県東近江市「迎賓館あけくれ」で行われた。謝はこの優勝により女流本因坊、女流名人、女流棋聖、会津中央病院杯とともに女流五冠を達成した[4]。

### 第2回
- 本戦16名：謝依旻扇興杯、藤沢里菜女流本因坊、青木喜久代八段、鈴木歩七段、吉原由香里六段、桑原陽子六段、佃亜紀子五段、向井千瑛五段、大澤奈留美四段、井澤秋乃四段、甲田明子三段、奥田あや三段、西山静佳初段、田口美星初段、牛栄子初段、上野愛咲美初段
- 2016年11月から予選が開始され、予選を勝ち抜いた日本棋院12名と関西棋院2名、タイトル保持者謝依旻、藤沢里菜の2名による本戦トーナメントが2017年3月から開始。準決勝と決勝は滋賀県東近江市「迎賓館あけくれ」で行われた。藤沢はこの優勝により女流四冠となった[5]。

### 第3回
- 本戦16名：謝依旻女流本因坊、藤沢里菜扇興杯、上野愛咲美女流棋聖(予選の段階では初段)、青木喜久代八段、知念かおり六段、矢代久美子六段、小林泉美六段、佃亜紀子五段、向井千瑛五段、大澤奈留美四段、石井茜三段、万波奈穂三段、奥田あや三段、木部夏生二段、牛栄子二段、出口万里子初段
- 2017年11月から予選が開始され、予選を勝ち抜いた日本棋院12名と関西棋院2名、タイトル保持者謝依旻、藤沢里菜の2名による本戦トーナメントが2018年5月から開始。準決勝と決勝は滋賀県東近江市「迎賓館あけくれ」で行われた。万波はこの優勝により初タイトル獲得となった[6]。

### 第4回
- 本戦16名：万波奈穂扇興杯、上野愛咲美女流棋聖、藤沢里菜女流本因坊、青木喜久代八段、小西和子八段、吉田美香八段、知念かおり六段、謝依旻六段、矢代久美子六段、加藤啓子六段、佃亜紀子五段、向井千瑛五段、奥田あや四段、大澤奈留美四段、王景怡三段、牛栄子二段
- 2018年10月から予選が開始され、予選を勝ち抜いた日本棋院7名と関西棋院4名に前回優勝者の万波、準優勝者の牛、予選開始時点でタイトル保持者であった上野、藤沢、謝（謝は予選開始後に無冠となった。）を加えた16名による本戦トーナメントが2019年4月から開始。決勝では藤沢が謝を下し、第2回以来2度目の優勝を果たした[7]。

### 第5回
（序列はトーナメント表並び上段から）
- 本選16名：小西和子八段、謝依旻六段、万波奈穂四段、小山栄美六段、吉原由香里六段、佃亜紀子五段、青木喜久代八段、藤沢里菜扇興杯、向井千瑛五段、加藤啓子六段、桑原陽子六段、奥田あや四段、吉田美香八段、小林泉美六段、仲邑菫初段、上野愛咲美女流本因坊

### 第6回
（序列はトーナメント表並び上段から）
- 本選16名：謝依旻六段、井澤秋乃五段、加藤千笑二段、木部夏生二段、上野愛咲美扇興杯、田口美星初段、辰己茜三段、矢代久美子六段、中島美絵子三段、下坂美織三段、森智咲初段、藤沢里菜女流本因坊、仲邑菫二段、上野梨紗初段、鈴木歩七段、西山静佳初段

### 第7回
（序列はトーナメント表並び上段から）
- 本選16名：上野愛咲美女流棋聖、横田日菜乃初段、王景怡三段、鈴木歩七段、牛栄子四段、榊原史子六段、木部夏生二段、上野梨紗初段、岩田紗絵加初段、謝依旻七段、藤沢里菜扇興杯、加藤千笑二段、高雄茉莉初段、仲邑菫二段、大澤奈留美五段、水戸夕香里三段

### 第8回
（序列はトーナメント表並び上段から）
- 本選16名：牛栄子扇興杯、田口美星二段、佃亜紀子六段、上野梨紗二段、仲邑菫女流棋聖、兆乾二段、鈴木歩七段、横田日菜乃初段、向井千瑛六段、矢代久美子六段、上野愛咲美立葵杯、田村千明三段、謝依旻七段、加藤千笑二段、藤沢里菜女流本因坊、辰己茜三段

### 第9回
（序列はトーナメント表並び上段から）
- 本選16名：横田日菜乃二段、鈴木歩七段、上野愛咲美女流立葵杯、加藤優希初段、加藤千笑三段、上野梨紗女流棋聖、兆乾三段、田口美星二段、辰己茜三段、王景怡四段、小林泉美七段、牛栄子扇興杯、田村千明三段、星合志保三段、青木喜久代八段、藤沢里菜女流本因坊

### 第10回
（序列はトーナメント表並び上段から）
- 本選16名：向井千瑛六段、奥田あや五段、高雄茉莉二段、上野梨紗女流棋聖、羽根彩夏二段、辻華三段、加藤千笑三段、牛栄子四段、青木喜久代八段、大森らん二段、藤沢里菜扇興杯、矢代久美子六段、吉田美香八段、加藤朋子六段、上野愛咲美女流立葵杯、星合志保四段